# Camponotus cheesmanae
Camponotus cheesmanae é uma espécie de inseto do gênero Camponotus, pertencente à família Formicidae.